# Ryszard Referowski
Ryszard Referowski (ur. 7 kwietnia 1905 w Barnauł, zm. 6 marca 1976 w Londynie) – major dyplomowany pilot, dowódca dywizjonu 305, kawaler Virtuti Militari, odznaczony Distinguished Flying Cross.

## Życiorys
Wraz z rodzicami powrócił na teren Polski w 1921 r. i zamieszkał w Wilnie. Tam w 1926 r. zdał egzamin maturalny w Gimnazjum im. Joachima Lelewela. Zgłosił się do odbycia służby wojskowej, został skierowany do Szkoły Podchorążych Piechoty, którą ukończył w 1929 r. Otrzymał przydział do 1. pułku piechoty Legionowej.
Starał się o zmianę rodzaju broni, w 1932 r. przeszedł przeszkolenie dla obserwatorów w Centrum Wyszkolenia Oficerów Lotnictwa. Następnie odbył praktykę lotniczą w 54. eskadrze lotniczej. W 1935 r. został skierowany do Wyższej Szkoły Wojennej, którą ukończył w 1937 r. W 1938 r. został awansowany do stopnia kapitana. 
Jako oficer dyplomowany został przeniesiony do Centrum Wyszkolenia Lotnictwa Nr 1 na stanowisko wykładowcy. Dodatkowo pełnił obowiązki dowódcy eskadry szkolnej w Szkole Podchorążych Lotnictwa. Po wybuchu II wojny światowej 2 września objął obowiązki dowódcy SPL po rannym ppłk. pil. Jerzym Bajanie. 7 września objął dowództwo nad eskadrą ćwiczebną obserwatorów nr 2 CWL-1. Po agresji ZSRR na Polskę przekroczył ze swoją jednostką granicę z Rumunią. 
Przedostał się do Francji, po jej upadku został ewakuowany do Wielkiej Brytanii. Do grudnia 1941 r. służył w Inspektoracie Polskich Sił Powietrznych. Następnie przeszedł przeszkolenie pilotażowe w 54. Operational Training Unit. Po jego ukończeniu został przydzielony do dywizjonu 307. W sierpniu 1943 r. został przydzielony do dywizjonu 305 i latał w załodze z sierż. nawig. Kazimierzem Iwachowem. W grudniu 1944 r. uległ wypadkowi podczas przymusowego lądowania po awarii silników. 
22 lutego 1945 r. wziął udział w Operacji „Clarion" podczas której ponad 6000 alianckich samolotów atakowało niemieckie szlaki komunikacyjne. Jego samolot został uszkodzony podczas walki ale pilot zdołał doprowadzić go na jednym silniku na macierzyste lotnisko. Za ten lot został odznaczony Distinguished Flying Cross. 
1 listopada 1945 r. objął dowództwo nad dywizjonem 305 i dowodził nim do rozwiązania w styczniu 1947 r. Po zakończeniu działań wojennych nie zdecydował się na powrót do Polski i pozostał na emigracji w Wielkiej Brytanii. Zmarł 6 marca 1976 w Londynie, został pochowany na Chiswick Cemetery.

## Ordery i odznaczenia
Za swą służbę otrzymał odznaczenia:
- Krzyż Srebrny Virtuti Militari nr 11117,
- Krzyż Walecznych – dwukrotnie,
- Medal Lotniczy – dwukrotnie,
- Distinguished Flying Cross.